# Xanthorhoe chorica
Xanthorhoe chorica là một loài bướm đêm trong họ Geometridae.